# تیم رز
تیم روز (انگلیسی: Tim Rose; ۲۳ سپتامبر ۱۹۴۰ – ۲۴ سپتامبر ۲۰۰۲) موسیقی‌دان اهل ایالات متحده آمریکا بود.